# Марквард фон Зальцбах
Ма́рквард фон За́льцбах (нем. Markward von Salzbach) — рыцарь Тевтонского ордена, игравший значительную роль в отношениях между Орденом и Великим княжеством Литовским в 1389—1410 годах.
В 1384 году, во время гражданской войны в Великом княжестве Литовском, союзник Ордена литовский князь Витовт, ведший борьбу со своим двоюродным братом Ягайло, предал тевтонских рыцарей и разрушил переданный ему замок Новый Мариенбург. При этом кастелян замка Марквард фон Зальцбах попал к Витовту в плен. Вскоре пленник стал близким другом и советником князя. В 1389 году Витовт инициировал новую гражданскую войну, стремясь вернуть свои вотчинные земли и занять великокняжеский стол. Не имея шансов самостоятельно справиться с Ягайло, Витовт вновь решил обратиться за помощью к крестоносцам, для чего в Орден был отправлен Марквард. Вернувшись в Пруссию и вновь обретя свободу, Марквард занял должность комтура замка Рагнит. Благодаря приобретённым знакомствам и знанию литовского языка, в Ордене он считался крупным экспертом по литовским делам.
В 1392 году, достигнув компромисса с Ягайло, Витовт снова предал Орден. Вероломство литовского князя, нарушившего соглашение о передаче Ордену Жемайтии, вынудило крестоносцев продолжать борьбу с Великим княжеством вплоть до заключения в 1398 году договора на острова Салин. Марквард, также сражавшийся за Жемайтию, был активным участником переговоров.
В 1399 году объединённое войско Витовта потерпело сокрушительное поражение от хана Тимур-Кутлуга и эмира Едигея в битве на Ворскле. В сражении участвовали и 1600 приведённых Марквардом всадников, из которых живыми из битвы вышли только трое рыцарей и небольшое число простых воинов.
После того, как в 1401 году Витовт инспирировал первое восстание жемайтов против власти Ордена, Марквард обвинил его в предательстве и почти сорвал переговоры о заключении Рацёнжского мира в 1404 году. Уже после заключения мира Марквард оскорбил мать Витовта Бируту, сказав, что она была не слишком целомудренна. Личная вражда между бывшими друзьями достигла своего апогея в 1410 году, когда Марквард сражался против Витовта в битве при Грюнвальде в качестве комтура Бранденбурга. Польский хронист Яна Длугош в своём сборнике «Banderia Prutenorum» («Прусские знамёна») указывал на то, что Марквард был взят в плен его отцом. В своей хронике Длугош сообщает, что Марквард не стал просить прощёния у Витовта, а произнёс: «Ничуть не страшусь я теперешней участи; успех склоняется то на ту, то на другую сторону; переменится счастье и подарит нас, побежденных, завтра тем, чем вы, победители, владеете сегодня», чем сильно разозлил Витовта, приказавшего обезглавить дерзкого рыцаря.
Ссора Маркварда фон Зальцбаха с Витовтом и казнь рыцаря положена в качестве эпизода в историческом романе Михаила Каратеева «Возвращение» из цикла «Русь и Орда».